# Alegeri legislative în Regatul Unit, 1847
Alegerile legislative din Regatul Unit din 1847 arătau câstigătorii celor mai multe locuri pe candidații Conservatori, în mare parte deoarece acesția au caștigat un număr de scaune necontestate. Totuși, ruptura apărută în cadrul Conservatorilor între majoritatea Protecționiștilor, conduși de Lord Stanley, și minoritatea Comercianților- cunoscuți și ca Peelites-conduși de fostul prim-ministru Sir Robert Peel, i-a lăsat pe Whigs,conduși de primul ministru Lordul John Russell, într-o poziție de a continua la putere.
Grupul Abrogarea Irlandeză a câștigat cele mai multe locuri decât în alegerile precedente, în timp ce Chartiștii au obținut singurul lor scaun din istorie, al doilea scaun al Notthingham-ului, ocupat de liderul Chartiștilor Feargus O’Connor.

## Rezultate
Partidul Whig-ilor a strâns cel mai mare procent al voturilor de 53,8% cu 259,311 voturi, câștigând 292 de locuri. Partidul Conservatorilor a câștigat 325 de locuri, cele mai multe, cu un procent al voturilor mai mic decât al Whig-ilor, de 42,7%, ceea ce a însemnat 205,481 voturi. Partidul Abrogarea Irlandeză a strâns un procent al voturilor de 2,9% cu 14,128 voturi, câștigând 36 de locuri. Chartiști au câștigat un singur loc, cu un procent al voturilor de 0,6% cu 2,848 voturi, în timp ce celelate partide printre care și Partidul Confederația Irlandeză, au câștigat 2 locuri, având un procent al voturilor de 0,1% cu 0,661 voturi. Totalul voturilor a fost de 482,429.